# Marquis Horr

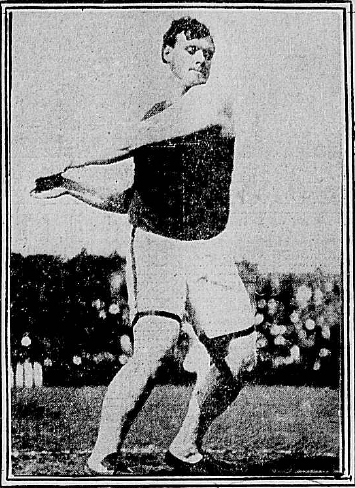
Marqués Horr lanzando disco en 1907.

Marquis Franklin Horr, también conocido como Bill Horr (Munnsville, 2 de mayo de 1880 - Siracusa, 1 de julio de 1955) fue un atleta, jugador de fútbol americano y el tirador cuerda estadounidense.

## Biografía
Participó en los Juegos Olímpicos de Londres en 1908, compitiendo en atletismo en el lanzamiento de disco, donde ganó la medalla de bronce en el lanzamiento de disco al estilo griego, ganando la medalla de plata en lanzamiento de peso y el lanzamiento de martillo, que viene en las dos competiciones en el sexto lugar.
Tomó parte, con el equipo de EE. UU., la carrera de la tira y afloja, terminando en quinto lugar.
También practicó por el jugador de fútbol, cuando asistió a la Universidad de Syracuse, y luego permaneció en el ambiente como un entrenador de la Northwestern University en 1909 y en la Purdue University desde 1910 hasta 1912.

## Palmarés
Durante su carrera, ha obtenido los siguientes resultados:
- Juegos Olímpicos de Londres 1908: Medalla de plata en el lanzamiento de disco al estilo griego y el bronce en lanzamiento de disco.